# Haghtanakbrug
De Haghtanakbrug (Overwinningsbrug) (Armeens: Հաղթանակի կամուրջ, Haght'anaki kamurj) is een brug in het district Kentron van de Armeense hoofdstad Jerevan.
De boogbrug overspant met een lengte van 200 meter de Hrazdan en heeft een dubbele rijbaan. De brug verbindt de Mesrop Masjtotslaan in het oosten met de Admiraal Isakovlaan in het westen. De brug werd geopend op 25 november 1945 en werd de Overwinningsbrug genoemd als herdenking aan de Sovjetoverwinning over nazi-Duitsland tijdens de Tweede Wereldoorlog.
De brug bestaat uit zeven bogen en werd ontworpen door de architecten A. Mamijanian en A. Asatrian. 